# Olympische Sommerspiele 1912/Fußball/Spiele
Diese Seite enthält alle Spiele des olympischen Fußballturniers von 1912 in Stockholm mit allen statistischen Details.

## Achtelfinale
Vier der zwölf gemeldeten Mannschaften erhielten ein Freilos, dies waren Dänemark, Russland, Ungarn und Großbritannien.

### Italien – Finnland 2:3 n.V. (2:2, 2:2)
| Italien                                    | Italien | Finnland | Finnland |
| ------------------------------------------ | --- | --- | -------- |
| Italien                                    | \| 29. Juni 1912 in Stockholm (Tranebergs IP) \| \| Ergebnis: 2:3 n. V. (2:2, 2:2) \| \| Zuschauer: 600 \| \| Schiedsrichter: Hugo Meisl ( Österreich) \| \| Spielbericht \|                                                                   | \| 29. Juni 1912 in Stockholm (Tranebergs IP) \| \| Ergebnis: 2:3 n. V. (2:2, 2:2) \| \| Zuschauer: 600 \| \| Schiedsrichter: Hugo Meisl ( Österreich) \| \| Spielbericht \|                              | Finnland |
| Italien                                    | Piero Campelli – Angelo Binaschi, Renzo De Vecchi – Carlo De Marchi (46. Vittorio Morelli di Popolo), Giuseppe Milano , Pietro Leone – Enea Zuffi, Franco Bontadini, Felice Berardo, Enrico Sardi, Edoardo Mariani Cheftrainer: Vittorio Pozzo | August Syrjäläinen – Jalmari Holopainen, Gösta Löfgren – Knut Lund, Eino Soinio, Kaarlo Soinio – Ragnar Wickström, Bror Wiberg, Artturi Nyyssönen, Jarl Öhman, Algoth Niska Cheftrainer: Carolus Lindberg | Finnland |
| Italien                                    | 1:1 Franco Bontadini (10.) 2:1 Enrico Sardi (25.) | 0:1 Jarl Öhman (2.) 2:2 Eino Soinio (40.) 2:3 Bror Wiberg (105.) | Finnland |
| 29. Juni 1912 in Stockholm (Tranebergs IP) | | |          |
| Ergebnis: 2:3 n. V. (2:2, 2:2)             | | |          |
| Zuschauer: 600                             | | |          |
| Schiedsrichter: Hugo Meisl ( Österreich)   | | |          |
| Spielbericht                               | | |          |

### Niederlande – Schweden 4:3 n.V. (3:3, 2:1)
| Niederlande                                 | Niederlande | Schweden | Schweden |
| ------------------------------------------- | --- | --- | -------- |
| Niederlande                                 | \| 29. Juni 1912 in Stockholm (Olympiastadion) \| \| Ergebnis: 4:3 n. V. (3:3, 2:1) \| \| Zuschauer: 14.000 \| \| Schiedsrichter: George Simmons ( England) \| \| Spielbericht \|                               | \| 29. Juni 1912 in Stockholm (Olympiastadion) \| \| Ergebnis: 4:3 n. V. (3:3, 2:1) \| \| Zuschauer: 14.000 \| \| Schiedsrichter: George Simmons ( England) \| \| Spielbericht \|                             | Schweden |
| Niederlande                                 | Just Göbel – David Wijnveldt, Constant Feith – Nicolaas de Wolf, Bok de Korver , Dirk Lotsy – Jan van Breda Kolff, Huug de Groot, Cees ten Cate, Jan Vos, Nicolaas Bouvy Cheftrainer: Edgar Chadwick ( England) | Josef Börjesson – Jacob Levin, Erik Bergström – Ragnar Wicksell, Gustav Sandberg, Karl Gustafsson – Herman Myhrberg , Ivar Svensson, Erik Börjesson, Helge Ekroth, Karl Ansén Cheftrainer: Charles Bunyan sr. | Schweden |
| Niederlande                                 | 1:1 Nicolaas Bouvij (28.) 2:1 Jan Vos (43.) 3:1 Nicolaas Bouvij (52.) 4:3 Jan Vos (91.) | 0:1 Ivar Swensson (3.) 3:2 Erik Börjesson (62., Elfm.) 3:3 Ivar Swensson (80.) | Schweden |
| 29. Juni 1912 in Stockholm (Olympiastadion) | | |          |
| Ergebnis: 4:3 n. V. (3:3, 2:1)              | | |          |
| Zuschauer: 14.000                           | | |          |
| Schiedsrichter: George Simmons ( England)   | | |          |
| Spielbericht                                | | |          |

### Deutsches Reich – Österreich 1:5 (1:0)
| Deutsches Reich                            | Deutsches Reich | Österreich | Österreich |
| ------------------------------------------ | --- | --- | ---------- |
| Deutsches Reich                            | \| 29. Juni 1912 in Solna (Råsunda IP) \| \| Ergebnis: 1:5 (1:0) \| \| Zuschauer: 2.000 \| \| Schiedsrichter: Bep Willing ( Niederlande) \| \| Spielbericht \|                        | \| 29. Juni 1912 in Solna (Råsunda IP) \| \| Ergebnis: 1:5 (1:0) \| \| Zuschauer: 2.000 \| \| Schiedsrichter: Bep Willing ( Niederlande) \| \| Spielbericht \|                                                                           | Österreich |
| Deutsches Reich                            | Albert Weber – Helmut Röpnack, Ernst Hollstein – Georg Krogmann, Max Breunig , Hermann Bosch – Karl Wegele, Adolf Jäger, Willi Worpitzky, Eugen Kipp, Julius Hirsch Cheftrainer: ohne | Otto Noll – Bernhard Graubart, Ladislaus Kurpiel – Josef Brandstetter, Karl Braunsteiner, Robert Cimera – Ludwig Hussak, Robert Merz, Johann Studnicka , Alois Müller, Leopold Neubauer Cheftrainer: Hugo Meisl & Jimmy Hogan ( England) | Österreich |
| Deutsches Reich                            | 1:0 Adolf Jäger (35.) | 1:1 Johann Studnicka (58.) 1:2 Leopold Neubauer (62.) 1:3 Robert Merz (75.) 1:4 Robert Merz (81.) 1:5 Robert Cimera (89.) | Österreich |
| Deutsches Reich                            | In der 2. Halbzeit musste Worpitzky für den verletzten Torhüter Weber beim Stand von 1:2 ins Tor.                                                                                     | | Österreich |
| 29. Juni 1912 in Solna (Råsunda IP)        | | |            |
| Ergebnis: 1:5 (1:0)                        | | |            |
| Zuschauer: 2.000                           | | |            |
| Schiedsrichter: Bep Willing ( Niederlande) | | |            |
| Spielbericht                               | | |            |

### Norwegen – Frankreich
Norwegen erreichte kampflos das Viertelfinale, da Frankreich zurückzog.

## Viertelfinale

### Dänemark – Norwegen 7:0 (3:0)
| Dänemark                                                      | Dänemark | Norwegen | Norwegen |
| ------------------------------------------------------------- | --- | --- | -------- |
| Dänemark                                                      | \| 30. Juni 1912 in Stockholm (Tranebergs IP)[1]/Solna (Råsunda IP)[2] \| \| Ergebnis: 7:0 (3:0) \| \| Zuschauer: 700 \| \| Schiedsrichter: Ruben Gelbord ( Schweden) \| \| Spielbericht \|                 | \| 30. Juni 1912 in Stockholm (Tranebergs IP)[1]/Solna (Råsunda IP)[2] \| \| Ergebnis: 7:0 (3:0) \| \| Zuschauer: 700 \| \| Schiedsrichter: Ruben Gelbord ( Schweden) \| \| Spielbericht \|                                      | Norwegen |
| Dänemark                                                      | Sophus Hansen – Charles Buchwald, Harald Hansen – Ivar Lykke, Nils Middelboe , Paul Berth – Axel Petersen, Sophus Nielsen, Anton Olsen, Hjalmar Christoffersen, Vilhelm Wolfhagen Cheftrainer: Louis Østrup | Ingolf Pedersen – Per Skou, Einar Friis Baastad – Harald Johansen, Charles Herlofson , Gunnar Andersen – Henry Reinholdt, Kristian Krefting, Hans Endrerud, Rolf Maartmann, Erling Maartmann Cheftrainer: Vince Hayes ( England) | Norwegen |
| Dänemark                                                      | 1:0 Anton Olsen (4.) 2:0 Vilhelm Wolfhagen (25.) 3:0 Nils Middelboe (37.) 4:0 Sophus Nielsen (60.) 5:0 Anton Olsen (70.) 6:0 Sophus Nielsen (85.) 7:0 Anton Olsen (88.)                                     | | Norwegen |
| 30. Juni 1912 in Stockholm (Tranebergs IP)/Solna (Råsunda IP) | | |          |
| Ergebnis: 7:0 (3:0)                                           | | |          |
| Zuschauer: 700                                                | | |          |
| Schiedsrichter: Ruben Gelbord ( Schweden)                     | | |          |
| Spielbericht                                                  | | |          |

### Niederlande – Österreich 3:1 (3:1)
| Niederlande                                                   | Niederlande | Österreich | Österreich |
| ------------------------------------------------------------- | --- | --- | ---------- |
| Niederlande                                                   | \| 30. Juni 1912 in Stockholm (Tranebergs IP)[1]/Solna (Råsunda IP)[2] \| \| Ergebnis: 3:1 (3:1) \| \| Zuschauer: 7.000 \| \| Schiedsrichter: David Philips ( Schottland) \| \| Spielbericht \|      | \| 30. Juni 1912 in Stockholm (Tranebergs IP)[1]/Solna (Råsunda IP)[2] \| \| Ergebnis: 3:1 (3:1) \| \| Zuschauer: 7.000 \| \| Schiedsrichter: David Philips ( Schottland) \| \| Spielbericht \|                                          | Österreich |
| Niederlande                                                   | Just Göbel – David Wijnveldt, Piet Bouman – Gé Fortgens, Joop Boutmy, Dirk Lotsy – Jan van Breda Kolff, Huug de Groot, Cees ten Cate, Jan Vos, Nicolaas Bouvy Cheftrainer: Edgar Chadwick ( England) | Otto Noll – Bernhard Graubart, Ladislaus Kurpiel – Josef Brandstätter, Karl Braunsteiner, Robert Cimera – Ludwig Hussak, Robert Merz, Johann Studnicka , Alois Müller, Leopold Neubauer Cheftrainer: Hugo Meisl & Jimmy Hogan ( England) | Österreich |
| Niederlande                                                   | 1:0 Nicolaas Bouvy (8.) 2:0 Cees ten Cate (12.) 3:0 Jan Vos (30.) | 3:1 Alois Müller (41.) | Österreich |
| 30. Juni 1912 in Stockholm (Tranebergs IP)/Solna (Råsunda IP) | | |            |
| Ergebnis: 3:1 (3:1)                                           | | |            |
| Zuschauer: 7.000                                              | | |            |
| Schiedsrichter: David Philips ( Schottland)                   | | |            |
| Spielbericht                                                  | | |            |

### Russland – Finnland 1:2 (0:1)
| Russland                                   | Russland | Finnland | Finnland |
| ------------------------------------------ | --- | --- | -------- |
| Russland                                   | \| 30. Juni 1912 in Stockholm (Tranebergs IP) \| \| Ergebnis: 1:2 (0:1) \| \| Zuschauer: 200 \| \| Schiedsrichter: Per Sjöblom ( Schweden) \| \| Spielbericht \|                                                                       | \| 30. Juni 1912 in Stockholm (Tranebergs IP) \| \| Ergebnis: 1:2 (0:1) \| \| Zuschauer: 200 \| \| Schiedsrichter: Per Sjöblom ( Schweden) \| \| Spielbericht \|                                          | Finnland |
| Russland                                   | Lew Faworski – Pjotr Sokolow, Wladimir Markow – Andrei Akimow, Nikita Chromow, Nikolai Kynin – Michail Smirnow, Alexander Filippow, Wassili Butussow , Wassili Schitarew, Sergei Filippow Cheftrainer: Robert Fulda & Georgi Djuperron | August Syrjäläinen – Jalmari Holopainen, Gösta Löfgren – Knut Lund, Eino Soinio, Viljo Lietola – Ragnar Wickström, Bror Wiberg, Artturi Nyyssönen, Jarl Öhman, Algoth Niska Cheftrainer: Carolus Lindberg | Finnland |
| Russland                                   | 1:1 Wassili Butussow (72.) | 0:1 Bror Wiberg (30.) 1:2 Jarl Öhman (80.) | Finnland |
| 30. Juni 1912 in Stockholm (Tranebergs IP) | | |          |
| Ergebnis: 1:2 (0:1)                        | | |          |
| Zuschauer: 200                             | | |          |
| Schiedsrichter: Per Sjöblom ( Schweden)    | | |          |
| Spielbericht                               | | |          |

### Ungarn – Großbritannien 0:7 (0:3)
| Ungarn                                                    | Ungarn | Großbritannien | Großbritannien |
| --------------------------------------------------------- | --- | --- | -------------- |
| Ungarn                                                    | \| 30. Juni 1912 in Stockholm (Tranebergs IP[1]/Olympiastadion[2]) \| \| Ergebnis: 0:7 (0:3) \| \| Zuschauer: 8.000 \| \| Schiedsrichter: Christiaan Groothoff ( Niederlande) \| \| Spielbericht \| | \| 30. Juni 1912 in Stockholm (Tranebergs IP[1]/Olympiastadion[2]) \| \| Ergebnis: 0:7 (0:3) \| \| Zuschauer: 8.000 \| \| Schiedsrichter: Christiaan Groothoff ( Niederlande) \| \| Spielbericht \| | Großbritannien |
| Ungarn                                                    | László Domonkos – Gyula Rumbold, Imre Payer – Gyula Bíró, Jenő Károly, Antal Vágó – Béla Sebestyén, Sándor Bodnár, Mihály Pataki, Imre Schlosser , Gáspár Borbás Cheftrainer: Ede Herczog           | Ronald Brebner – Thomas Burn, Arthur Knight – Horace Littlewort, Edward Hanney, Joseph Dines – Arthur Berry, Vivian Woodward , Harold Walden, Gordon Hoare, Ivan Sharpe Cheftrainer: Adrian Birch   | Großbritannien |
| Ungarn                                                    | 0:1 Harold Walden (21.) 0:2 Harold Walden (23.) 0:3 Vivian Woodward (45.) 0:4 Harold Walden (49.) 0:5 Harold Walden (53.) 0:6 Harold Walden (55.) 0:7 Harold Walden (85.)                           | | Großbritannien |
| 30. Juni 1912 in Stockholm (Tranebergs IP/Olympiastadion) | | |                |
| Ergebnis: 0:7 (0:3)                                       | | |                |
| Zuschauer: 8.000                                          | | |                |
| Schiedsrichter: Christiaan Groothoff ( Niederlande)       | | |                |
| Spielbericht                                              | | |                |

## Halbfinale

### Dänemark – Niederlande 4:1 (3:0)
| Dänemark                                   | Dänemark | Niederlande | Niederlande |
| ------------------------------------------ | --- | --- | ----------- |
| Dänemark                                   | \| 2. Juli 1912 in Stockholm (Olympiastadion)[3] \| \| Ergebnis: 4:1 (3:0) \| \| Zuschauer: 6.000 \| \| Schiedsrichter: Ede Herczog ( Ungarn) \| \| Spielbericht \|                                   | \| 2. Juli 1912 in Stockholm (Olympiastadion)[3] \| \| Ergebnis: 4:1 (3:0) \| \| Zuschauer: 6.000 \| \| Schiedsrichter: Ede Herczog ( Ungarn) \| \| Spielbericht \|                                  | Niederlande |
| Dänemark                                   | Sophus Hansen – Nils Middelboe , Harald Hansen – Charles Buchwald, Emil Jørgensen, Paul Berth – Oskar Nørland, Poul Nielsen, Anton Olsen, Sophus Nielsen, Vilhelm Wolfhagen Cheftrainer: Louis Østrup | Just Göbel – David Wijnveldt, Piet Bouman – Gé Fortgens, Joop Boutmy, Dirk Lotsy – Jan van Breda Kolff, Huug de Groot, Cees ten Cate, Jan Vos, Nicolaas Bouvy Cheftrainer: Edgar Chadwick ( England) | Niederlande |
| Dänemark                                   | 1:0 Emil Jørgensen (7.) 2:0 Anton Olsen (14.) 3:0 Poul Nielsen (37.) 4:0 Anton Olsen (65.) | 4:1 Harald Hansen (85. Eigentor) | Niederlande |
| 2. Juli 1912 in Stockholm (Olympiastadion) | | |             |
| Ergebnis: 4:1 (3:0)                        | | |             |
| Zuschauer: 6.000                           | | |             |
| Schiedsrichter: Ede Herczog ( Ungarn)      | | |             |
| Spielbericht                               | | |             |

### Großbritannien – Finnland 4:0 (2:0)
| Großbritannien                             | Großbritannien | Finnland | Finnland |
| ------------------------------------------ | --- | --- | -------- |
| Großbritannien                             | \| 2. Juli 1912 in Stockholm (Olympiastadion) \| \| Ergebnis: 4:0 (2:0) \| \| Zuschauer: 4.000 \| \| Schiedsrichter: Ruben Gelbord ( Schweden) \| \| Spielbericht \|                                | \| 2. Juli 1912 in Stockholm (Olympiastadion) \| \| Ergebnis: 4:0 (2:0) \| \| Zuschauer: 4.000 \| \| Schiedsrichter: Ruben Gelbord ( Schweden) \| \| Spielbericht \|                                      | Finnland |
| Großbritannien                             | Ronald Brebner – Thomas Burn, Arthur Knight – Horace Littlewort, Harold Stamper, Joseph Dines – Gordon Wright, Vivian Woodward , Harold Walden, Gordon Hoare, Ivan Sharpe Cheftrainer: Adrian Birch | August Syrjäläinen – Jalmari Holopainen, Gösta Löfgren – Knut Lund, Eino Soinio, Viljo Lietola – Ragnar Wickström, Bror Wiberg, Jarl Öhman, Artturi Nyyssönen, Algoth Niska Cheftrainer: Carolus Lindberg | Finnland |
| Großbritannien                             | 1:0 Jalmari Holopainen (2., Eigentor) 2:0 Harold Walden (7.) 3:0 Harold Walden (75.) 4:0 Vivian Woodward (85.)                                                                                      | | Finnland |
| 2. Juli 1912 in Stockholm (Olympiastadion) | | |          |
| Ergebnis: 4:0 (2:0)                        | | |          |
| Zuschauer: 4.000                           | | |          |
| Schiedsrichter: Ruben Gelbord ( Schweden)  | | |          |
| Spielbericht                               | | |          |

## Spiel um Bronze

### Niederlande – Finnland 9:0 (4:0)
| Niederlande                             | Niederlande | Finnland | Finnland |
| --------------------------------------- | --- | --- | -------- |
| Niederlande                             | \| 4. Juli 1912 in Solna (Råsundastadion) \| \| Ergebnis: 9:0 (4:0) \| \| Zuschauer: 1.000 \| \| Schiedsrichter: Per Sjöblom ( Schweden) \| \| Spielbericht \|                                                    | \| 4. Juli 1912 in Solna (Råsundastadion) \| \| Ergebnis: 9:0 (4:0) \| \| Zuschauer: 1.000 \| \| Schiedsrichter: Per Sjöblom ( Schweden) \| \| Spielbericht \|                                        | Finnland |
| Niederlande                             | Just Göbel – David Wijnveldt, Constant Feith – Nicolaas de Wolf, Dirk Lotsy , Joop Boutmy – Jan van Breda Kolff, Huug de Groot, Jan van der Sluis, Jan Vos, Nicolaas Bouvy Cheftrainer: Edgar Chadwick ( England) | August Syrjäläinen – Jalmari Holopainen, Gösta Löfgren – Knut Lund, Eino Soinio, Viljo Lietola – Lauri Tanner, Bror Wiberg, Jarl Öhman, Artturi Nyyssönen, Algoth Niska Cheftrainer: Carolus Lindberg | Finnland |
| Niederlande                             | 1:0 Jan van der Sluis (24.) 2:0 Huug de Groot (28.) 3:0 Jan Vos (29.) 4:0 Jan Vos (43.) 5:0 Jan Vos (46.) 6:0 Jan van der Sluis (57.) 7:0 Jan Vos (74.) 8:0 Jan Vos (78.) 9:0 Huug de Groot (86.)                 | | Finnland |
| 4. Juli 1912 in Solna (Råsundastadion)  | | |          |
| Ergebnis: 9:0 (4:0)                     | | |          |
| Zuschauer: 1.000                        | | |          |
| Schiedsrichter: Per Sjöblom ( Schweden) | | |          |
| Spielbericht                            | | |          |

## Finale

### Großbritannien – Dänemark 4:2 (4:1)
| Großbritannien                                      | Großbritannien | Dänemark | Dänemark |
| --------------------------------------------------- | --- | --- | -------- |
| Großbritannien                                      | \| 4. Juli 1912 in Stockholm (Olympiastadion) \| \| Ergebnis: 4:2 (4:1) \| \| Zuschauer: 25.000 \| \| Schiedsrichter: Christiaan Groothoff ( Niederlande) \|                                          | \| 4. Juli 1912 in Stockholm (Olympiastadion) \| \| Ergebnis: 4:2 (4:1) \| \| Zuschauer: 25.000 \| \| Schiedsrichter: Christiaan Groothoff ( Niederlande) \|                                           | Dänemark |
| Großbritannien                                      | Ronald Brebner – Thomas Burn, Arthur Knight – Douglas McWhirter, Horace Littlewort, Joseph Dines – Arthur Berry, Vivian Woodward , Harold Walden, Gordon Hoare, Ivan Sharpe Cheftrainer: Adrian Birch | Sophus Hansen – Nils Middelboe , Harald Hansen – Charles Buchwald, Emil Jørgensen, Paul Berth – Oskar Nørland, Axel Thufason, Anton Olsen, Sophus Nielsen, Vilhelm Wolfhagen Cheftrainer: Louis Østrup | Dänemark |
| Großbritannien                                      | 1:0 Harold Walden (10.) 2:0 Gordon Hoare (22.) 3:1 Gordon Hoare (41.) 4:1 Arthur Berry (43.) | 2:1 Anton Olsen (27.) 4:2 Anton Olsen (81.) | Dänemark |
| 4. Juli 1912 in Stockholm (Olympiastadion)          | | |          |
| Ergebnis: 4:2 (4:1)                                 | | |          |
| Zuschauer: 25.000                                   | | |          |
| Schiedsrichter: Christiaan Groothoff ( Niederlande) | | |          |

## Trostrunde
Startberechtigt waren alle sieben im Achtel- und Viertelfinale des Hauptturniers ausgeschiedenen Mannschaften.

### Viertelfinale
Ungarn erhielt ein Freilos.

#### Österreich – Norwegen 1:0 (1:0)
| Österreich                                 | Österreich | Norwegen | Norwegen |
| ------------------------------------------ | --- | --- | -------- |
| Österreich                                 | \| 30. Juni 1912 in Stockholm (Tranebergs IP) \| \| Ergebnis: 1:0 (1:0) \| \| Zuschauer: 200 \| \| Schiedsrichter: Per Sjöblom ( Schweden) \|                                                                                               | \| 30. Juni 1912 in Stockholm (Tranebergs IP) \| \| Ergebnis: 1:0 (1:0) \| \| Zuschauer: 200 \| \| Schiedsrichter: Per Sjöblom ( Schweden) \|                                                                                  | Norwegen |
| Österreich                                 | Josef Kaltenbrunner – Ladislaus Kurpiel, Karl Braunsteiner – Franz Weber, Josef Brandstätter, Robert Cimera – Alois Müller, Gustav Blaha, Robert Merz, Leopold Grundwald, Leopold Neubauer Cheftrainer: Hugo Meisl & Jimmy Hogan ( England) | Ingolf Pedersen – Per Skou, Einar Friis Baastad – Harald Johansen, Charles Herlofson , Sverre Jensen – Henry Reinholdt, Kristian Krefting, Hans Endrerud, Rolf Maartmann, Erling Maartmann Cheftrainer: Vince Hayes ( England) | Norwegen |
| Österreich                                 | 1:0 Leopold Neubauer (2.) | | Norwegen |
| 30. Juni 1912 in Stockholm (Tranebergs IP) | | |          |
| Ergebnis: 1:0 (1:0)                        | | |          |
| Zuschauer: 200                             | | |          |
| Schiedsrichter: Per Sjöblom ( Schweden)    | | |          |

#### Deutsches Reich – Russland 16:0 (8:0)
| Deutsches Reich                                              | Deutsches Reich | Russland | Russland |
| ------------------------------------------------------------ | --- | --- | -------- |
| Deutsches Reich                                              | \| 1. Juli 1912 in Stockholm (Tranebergs IP)[1]/Solna (Råsunda IP)[2] \| \| Ergebnis: 16:0 (8:0) \| \| Zuschauer: 2.000 \| \| Schiedsrichter: Christiaan Groothoff ( Niederlande) \| \| Spielbericht \| | \| 1. Juli 1912 in Stockholm (Tranebergs IP)[1]/Solna (Råsunda IP)[2] \| \| Ergebnis: 16:0 (8:0) \| \| Zuschauer: 2.000 \| \| Schiedsrichter: Christiaan Groothoff ( Niederlande) \| \| Spielbericht \|                                | Russland |
| Deutsches Reich                                              | Adolf Werner – Hans Reese, Walter Hempel – Karl Burger, Josef Glaser, Camillo Ugi – Karl Uhle, Fritz Förderer, Gottfried Fuchs, Emil Oberle, Otto Thiel Cheftrainer: ohne | Lew Faworski – Pjotr Sokolow, Fjodor Rimscha – Alexei Uwerski, Nikita Chromow, Michail Jakowlew – Michail Smirnow, Wassili Schitarew, Wassili Butussow , Grigori Nikitin, Sergei Filippow Cheftrainer: Robert Fulda & Georgi Djuperron | Russland |
| Deutsches Reich                                              | 1:0 Gottfried Fuchs (2.) 2:0 Fritz Förderer (6.) 3:0 Gottfried Fuchs (9.) 4:0 Gottfried Fuchs (21.) 5:0 Fritz Förderer (27.) 6:0 Gottfried Fuchs (28.) 7:0 Karl Burger (30.) 8:0 Gottfried Fuchs (34.) 9:0 Gottfried Fuchs (46.) 10:0 Gottfried Fuchs (51.) 11:0 Fritz Förderer (53.) 12:0 Gottfried Fuchs (55.) 13:0 Emil Oberle (58.) 14:0 Gottfried Fuchs (65.) 15:0 Fritz Förderer (66.) 16:0 Gottfried Fuchs (69.) | | Russland |
| 1. Juli 1912 in Stockholm (Tranebergs IP)/Solna (Råsunda IP) | | |          |
| Ergebnis: 16:0 (8:0)                                         | | |          |
| Zuschauer: 2.000                                             | | |          |
| Schiedsrichter: Christiaan Groothoff ( Niederlande)          | | |          |
| Spielbericht                                                 | | |          |

#### Italien – Schweden 1:0 (1:0)
| Italien                                                      | Italien | Schweden | Schweden |
| ------------------------------------------------------------ | --- | --- | -------- |
| Italien                                                      | \| 1. Juli 1912 in Stockholm (Tranebergs IP)[1]/Solna (Råsunda IP)[2] \| \| Ergebnis: 1:0 (1:0) \| \| Zuschauer: 2.500 \| \| Schiedsrichter: Bep Willing ( Niederlande) \| \| Spielbericht \|                    | \| 1. Juli 1912 in Stockholm (Tranebergs IP)[1]/Solna (Råsunda IP)[2] \| \| Ergebnis: 1:0 (1:0) \| \| Zuschauer: 2.500 \| \| Schiedsrichter: Bep Willing ( Niederlande) \| \| Spielbericht \|                       | Schweden |
| Italien                                                      | Piero Campelli – Renzo De Vecchi, Modesto Valle – Angelo Binaschi, Giuseppe Milano , Pietro Leone – Franco Bontadini, Felice Berardo, Enrico Sardi, Luigi Barbesino, Edoardo Mariani Cheftrainer: Vittorio Pozzo | Josef Börjesson – Erik Bergström, Konrad Törnqvist – Ragnar Wicksell, Götrik Frykman, Karl Gustafsson – Herman Myhrberg , Ivar Svensson, Erik Börjesson, Erik Dahlström, Karl Ansén Cheftrainer: Charles Bunyan sr. | Schweden |
| Italien                                                      | 1:0 Franco Bontadini (30.) | | Schweden |
| 1. Juli 1912 in Stockholm (Tranebergs IP)/Solna (Råsunda IP) | | |          |
| Ergebnis: 1:0 (1:0)                                          | | |          |
| Zuschauer: 2.500                                             | | |          |
| Schiedsrichter: Bep Willing ( Niederlande)                   | | |          |
| Spielbericht                                                 | | |          |

### Halbfinale

#### Ungarn – Deutsches Reich 3:1 (2:0)
| Ungarn                                                       | Ungarn | Deutsches Reich | Deutsches Reich |
| ------------------------------------------------------------ | --- | --- | --------------- |
| Ungarn                                                       | \| 3. Juli 1912 in Stockholm (Tranebergs IP)[1]/Solna (Råsunda IP)[2] \| \| Ergebnis: 3:1 (2:0) \| \| Zuschauer: 2.000 \| \| Schiedsrichter: Christiaan Groothoff ( Niederlande) \| \| Spielbericht \| | \| 3. Juli 1912 in Stockholm (Tranebergs IP)[1]/Solna (Råsunda IP)[2] \| \| Ergebnis: 3:1 (2:0) \| \| Zuschauer: 2.000 \| \| Schiedsrichter: Christiaan Groothoff ( Niederlande) \| \| Spielbericht \| | Deutsches Reich |
| Ungarn                                                       | László Domonkos – Gyula Rumbold, Imre Payer – Antal Vágó, Kálmán Szury, Zoltán Blum – Béla Sebestyén, Sándor Bodnár, Miklós Fekete, Imre Schlosser , Gáspár Borbás Cheftrainer: Ede Herczog            | Adolf Werner – Helmut Röpnack, Ernst Hollstein – Georg Krogmann, Camillo Ugi Hermann Bosch – Karl Wegele, Fritz Förderer, Gottfried Fuchs, Julius Hirsch, Emil Oberle Cheftrainer: ohne                | Deutsches Reich |
| Ungarn                                                       | 1:0 Imre Schlosser (5.) 2:0 Imre Schlosser (40.) 3:1 Imre Schlosser (82.) | 2:1 Fritz Förderer (56.) | Deutsches Reich |
| 3. Juli 1912 in Stockholm (Tranebergs IP)/Solna (Råsunda IP) | | |                 |
| Ergebnis: 3:1 (2:0)                                          | | |                 |
| Zuschauer: 2.000                                             | | |                 |
| Schiedsrichter: Christiaan Groothoff ( Niederlande)          | | |                 |
| Spielbericht                                                 | | |                 |

#### Österreich – Italien 5:1 (2:0)
| Österreich                                               | Österreich | Italien | Italien |
| -------------------------------------------------------- | --- | --- | ------- |
| Österreich                                               | \| 3. Juli 1912 in Stockholm (Tranebergs IP[1]/Olympiastadion[2])[au-i 1] \| \| Ergebnis: 5:1 (2:0) \| \| Zuschauer: 3.500 \| \| Schiedsrichter: Bep Willing ( Niederlande) \|                                                                     | \| 3. Juli 1912 in Stockholm (Tranebergs IP[1]/Olympiastadion[2])[au-i 1] \| \| Ergebnis: 5:1 (2:0) \| \| Zuschauer: 3.500 \| \| Schiedsrichter: Bep Willing ( Niederlande) \|                                 | Italien |
| Österreich                                               | Josef Kaltenbrunner – Karl Braunsteiner, Bernhard Graubart – Franz Weber, Josef Brandstätter, Robert Cimera – Ludwig Hussak, Alois Müller, Johann Studnicka , Leopold Neubauer, Leopold Grundwald Cheftrainer: Hugo Meisl & Jimmy Hogan ( England) | Piero Campelli – Renzo De Vecchi, Modesto Valle – Angelo Binaschi, Giuseppe Milano , Pietro Leone – Enea Zuffi, Franco Bontadini, Felice Berardo, Luigi Barbesino, Edoardo Mariani Cheftrainer: Vittorio Pozzo | Italien |
| Österreich                                               | 1:0 Alois Müller (30.) 2:0 Leopold Grundwald (40.) 3:0 Ludwig Hussak (49.) 4:0 Johann Studnicka (65.) 5:1 Leopold Grundwald (89.) | 4:1 Felice Berardo (81.) | Italien |
| 3. Juli 1912 in Stockholm (Tranebergs IP/Olympiastadion) | | |         |
| Ergebnis: 5:1 (2:0)                                      | | |         |
| Zuschauer: 3.500                                         | | |         |
| Schiedsrichter: Bep Willing ( Niederlande)               | | |         |

1. ↑  Nach Recherchen der IFFHS wurde das Spiel im Djurgården Stadion ausgetragen.

### Finale

#### Ungarn – Österreich 3:0 (1:0)
| Ungarn                                                       | Ungarn | Österreich | Österreich |
| ------------------------------------------------------------ | --- | --- | ---------- |
| Ungarn                                                       | \| 5. Juli 1912 in Stockholm (Tranebergs IP)[1]/Solna (Råsunda IP)[2] \| \| Ergebnis: 3:0 (1:0) \| \| Zuschauer: 5.000 \| \| Schiedsrichter: Bep Willing ( Niederlande) \| \| Spielbericht \| | \| 5. Juli 1912 in Stockholm (Tranebergs IP)[1]/Solna (Råsunda IP)[2] \| \| Ergebnis: 3:0 (1:0) \| \| Zuschauer: 5.000 \| \| Schiedsrichter: Bep Willing ( Niederlande) \| \| Spielbericht \|                                                      | Österreich |
| Ungarn                                                       | László Domonkos – Gyula Rumbold, Imre Payer – Gyula Bíró, Antal Vágó, Zoltán Blum – Béla Sebestyén, Sándor Bodnár, Mihály Pataki, Imre Schlosser , Gáspár Borbás Cheftrainer: Ede Herczog     | Josef Kaltenbrunner – Bernhard Graubart, Ladislaus Kurpiel – Josef Brandstätter, Karl Braunsteiner, Robert Cimera – Ludwig Hussak, Alois Müller, Robert Merz, Leopold Neubauer, Leopold Grundwald Cheftrainer: Hugo Meisl & Jimmy Hogan ( England) | Österreich |
| Ungarn                                                       | 1:0 Imre Schlosser (32.) 2:0 Mihály Pataki (63.) 3:0 Sándor Bodnár (72.) | | Österreich |
| 5. Juli 1912 in Stockholm (Tranebergs IP)/Solna (Råsunda IP) | | |            |
| Ergebnis: 3:0 (1:0)                                          | | |            |
| Zuschauer: 5.000                                             | | |            |
| Schiedsrichter: Bep Willing ( Niederlande)                   | | |            |
| Spielbericht                                                 | | |            |